# یک مرد تا حدی مهربان
یک مرد تا حدی مهربان (نروژی: En ganske snill mann) یک فیلم کمدی درام نروژی به کارگردانی هانس پتر مولاند است که در سال ۲۰۱۰ منتشر شد. از بازیگران آن می‌توان به استلان اسکاشگورد، بیورن فلوبرگ، یانیکی کروسه و اکسل هنی اشاره کرد.